# فيكتور هورتا

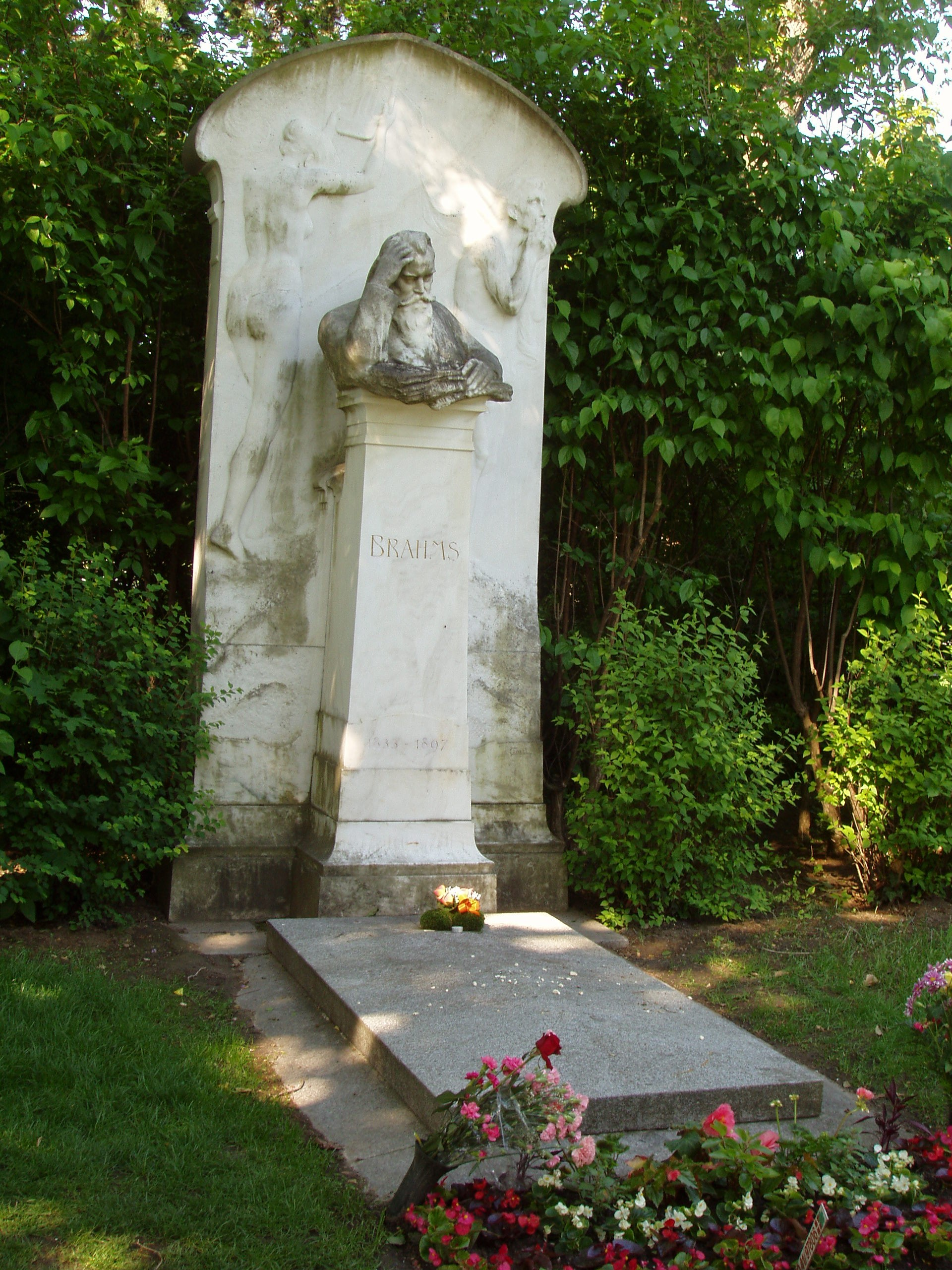
يوهانس برامس' grave on the مقبرة فيينا المركزية designed by Horta

فيكتور بيير هورتا يلفظ فيكتور اورتا بالفرنسية (ولد 6 كانون الثاني/يناير 1861وتوفي 8 أيلول/سبتمبر 1947) كان مهندسا ومصمما بلجيكيا. ووصف جون جوليوس نورويتش له بأنه «مما لا شك فيه العقل الرئيسي في أوروبا في الفن المعماري الحديث.» يعتبر هورتا واحدا من أهم الأسماء في عمارة الفن الحديث. مع بناءه لفندق تاسل بروكسل ويعزى له الفضل في بعض الأحيان باعتباره أول من قام بتقديم نمط للهندسة المعمارية من الفنون الزخرفية. النمط الذي عززه هورتا كان له كبير الاثر على هيكتور غويمارد الذي استخدمه في مشاريع في فرنسا وتوسيع نفوذها في الخارج.

## معرض صور

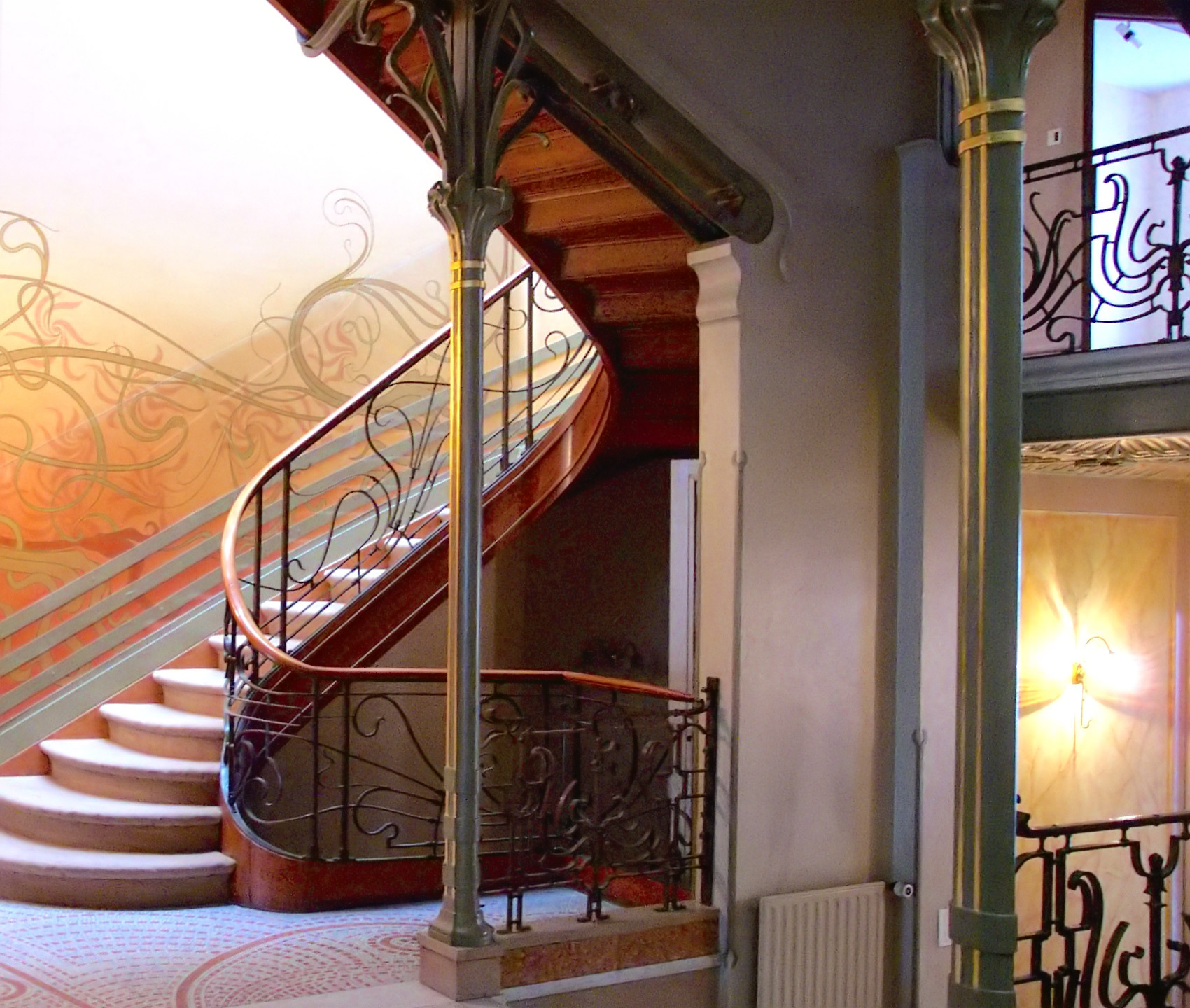
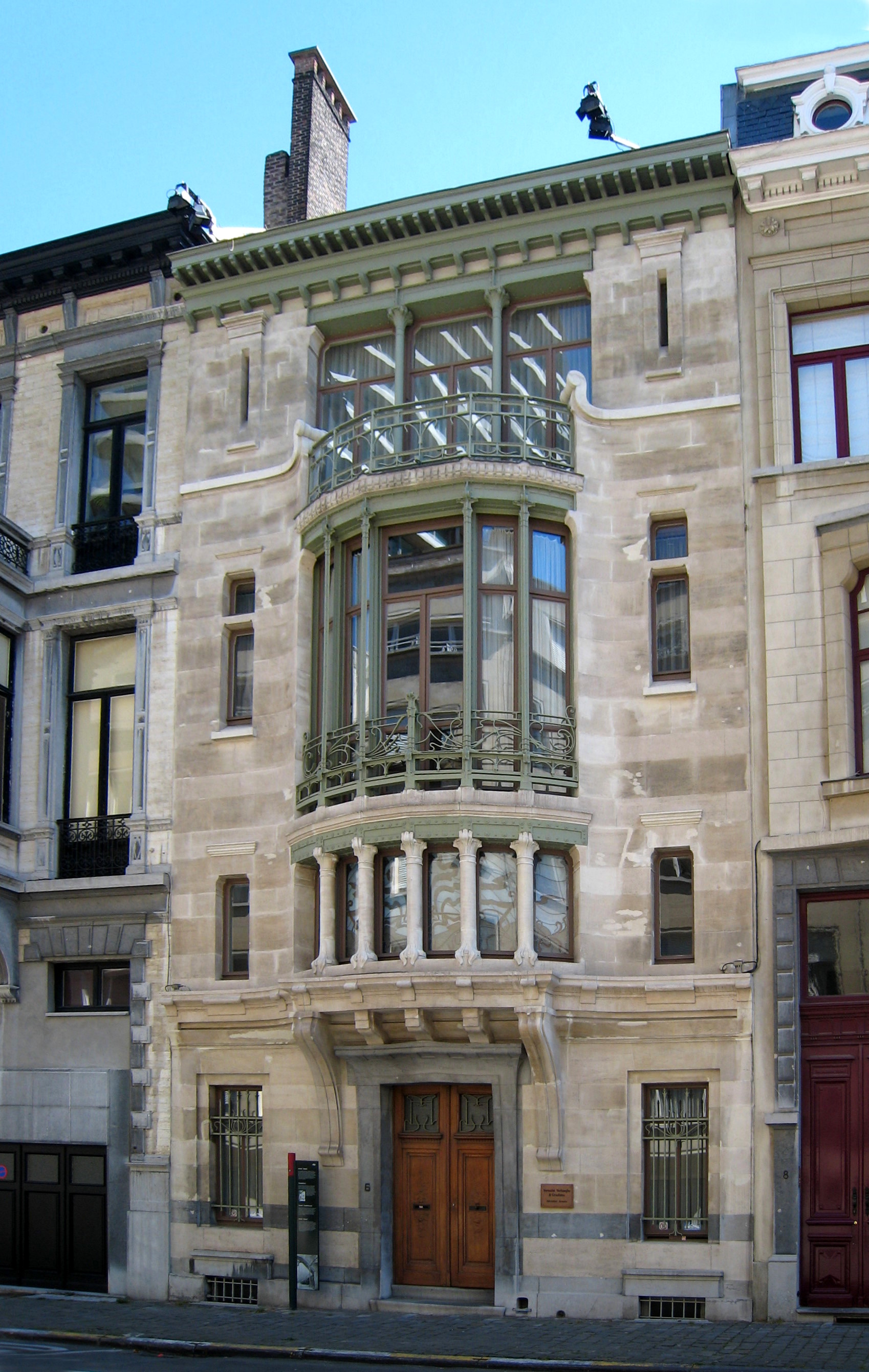
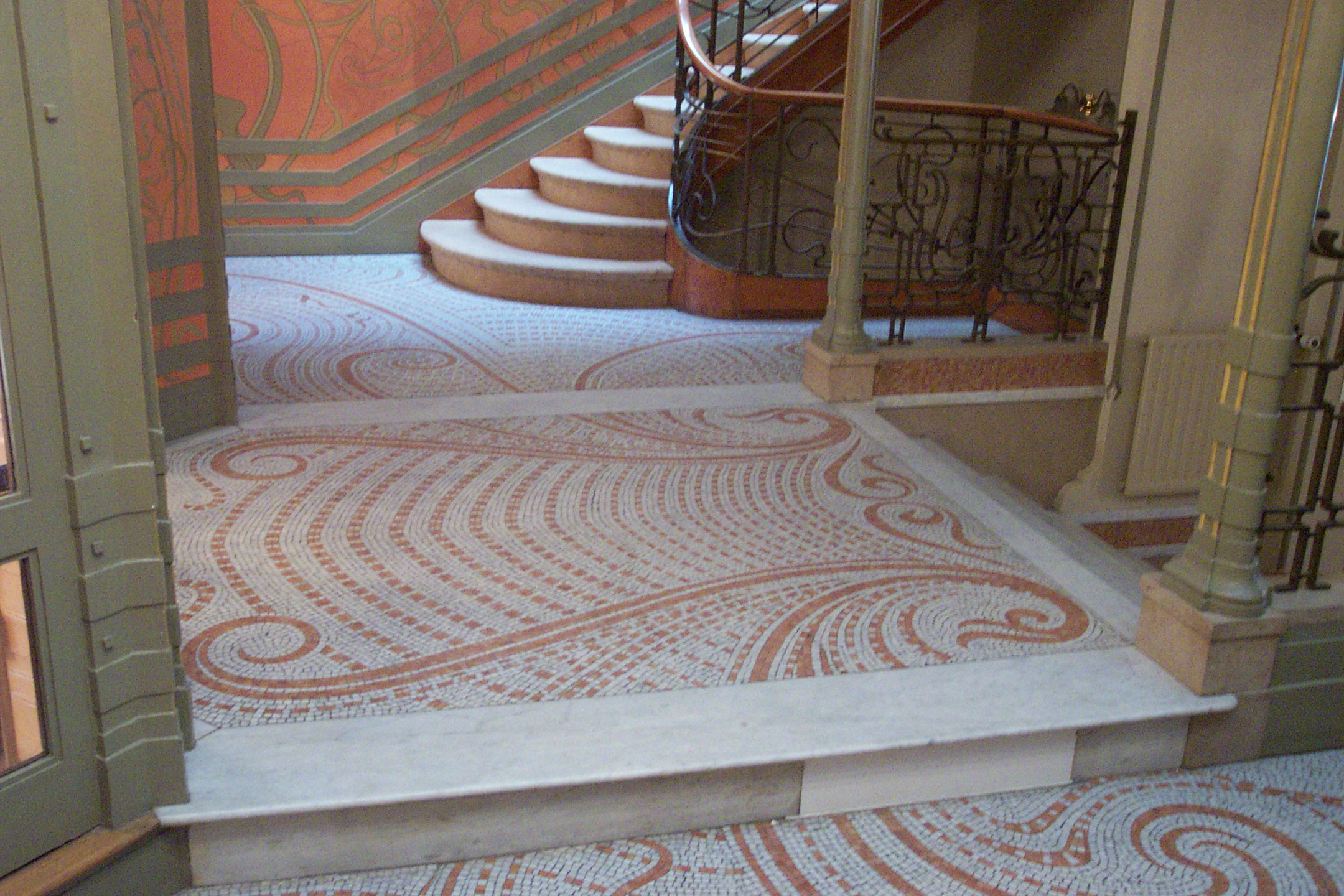

## روابط خارجية
- فيكتور هورتا على موقع الموسوعة البريطانية (الإنجليزية)
- فيكتور هورتا على موقع إن إن دي بي (الإنجليزية)